# 伊蘇7
《伊蘇7》是日本Falcom開發的動作角色扮演遊戲。初版在2009年9月17日發行於PlayStation Portable平台。簡體中文版由欢乐百世於2012年6月20日發行。繁體中文版由英特衛代理於2012年7月21日發行。

## 故事
結束了迦南諸島的冒險後，亞特魯與多奇前往的阿爾塔戈公國的機會。在那裡亞特魯接受了當地公王的委託，調查由地震而出現的神廟，以及有關於五大龍的傳說。
此代故事時間點在《伊蘇VI》半年後，亞特魯此時與VI同樣是23歲。亞特魯的百餘冊冒險日誌中將此代故事記載為「阿爾塔戈的五大龍」。

### 登場人物

#### 主角
- 亞特鲁·克里斯汀（Adol Christin）

紅髮少年，伊蘇本篇系列的主角。
本作來到了阿爾塔戈接受委託，調查由地震而出現的神廟，以及有關於五大龍的傳說。
- 多奇（Dogi，聲優：馬場圭介）

亞特魯最好的朋友，菲爾佳娜出身。
身形高壯，留藍色的短髮。為人善良，人稱「破牆之多奇」
本作與亞特魯來到了阿爾塔戈。
- 蓋修（Geis，聲優：赤羽根健治）

《伊蘇VI》中登場的傭兵，同時也是個冒險家。
對亞特魯抱有微妙的競爭意識。雖然一直嘲諷著亞特魯的老好人性格，但是作為一個冒險家來說，對亞特魯的實力非常佩服，也不吝提供協助。
此次登場揮舞著漆黑的斧槍，並且使用著符術和《伊蘇VI》中收留哥哥所遺留的三隻妖精戰鬥著。

#### 阿爾塔戈王國/海之一族的人們
- 艾夏（Aisha，聲優：三上枝織）

阿爾塔戈的公主。16歲。
有著淘氣、任性與好強的一面的女孩。刻意隱藏身份，強硬的加入亞特魯與多奇的隊伍，希望能走出王宮看一看阿爾塔戈大陸的一切，主要使用的武器是弓。
- 凱瑪爾

聰明的統治者，同時也是阿爾塔戈的公王（皇帝）。
外交手段高超，也因此停止了和羅門帝國長期以來的紛爭。從自己的老朋友海賊拉多克（伊蘇VI中蒂菈的父親）聽到了關於亞特魯的冒險故事。因此委託亞特魯調查阿爾塔戈本地的遺跡。
- 希格倫

龍騎士團的百龍長，也是負責護衛艾夏的女龍騎士。
是一名卓越的弓手，有著嚴謹，誠實的做人態度，同時也是絕對不會接受金錢買賣的人。
為了搜尋離宮出走的艾夏而在市內東奔西走。
- 德萊澤恩

龍騎士軍團的將軍，在和羅門軍的戰爭中被稱作武神。
原本是在沙漠地區賽格拉姆村擔任村長，但是受到公王想請他成為龍騎士團的將軍的時候，他讓自己的兒子穆斯塔法繼承了村子裡面村長的地位。他有著光明正大但是非常固執的性格，一直都在注意，並且催促著亞特魯和他的夥伴們的行動。
- 賽亞斯

被稱為「阿爾塔戈之鷹」的龍騎士團的千龍長。
在和羅門帝國的戰爭中猶如獅子一樣為國家而奮鬥著，也是終結了紛爭的一名重要角色。
他為人瀟灑，溫柔，細心，等各種良好性格，在城市裡面頗有人氣。同時也成為了第一次到達阿爾塔戈的亞特魯們的武術指導。
- 緹雅（Tia，聲優：小室洋子）

住在阿爾塔戈市的舊市街賣藥草的少女。
對人恭恭敬敬但是卻有一顆堅強的心，給人一種貧窮但是楚楚可憐的印象。
凡是對藥草有關的知識她都很在行，在村子裡面一直是像藥師一樣的存在。
收養了由於戰亂而失去雙親的少女瑪雅，並且和她一起居住在一起。
- 瑪雅

一直受著緹雅照顧的小女孩。
因為戰亂而失去雙親的她由於受到了精神創傷而從此失去了與人交談的能力。好奇心旺盛，只能比劃著雙手才能和別人傳達自己的意思。

#### 夏奴爾村/地之一族的人們
- 艾爾克（Elk，聲優：安田早希）

位於森林地帶的「夏奴爾村」的村長之孫。手持雙面刀。
雖然年紀只有13歲，但自小就在野獸生息的森林裡鍛鍊，加上能運用自然之力，因此身手也相當值得期待。不過平常總是展現愛惡作劇的淘氣一面，因此經常被作為夏奴爾村長老的奶奶訓斥。
- 法蒂瑪

艾魯克的祖母，同時也是夏奴爾村的長老。
她知道很多關於阿爾塔戈大陸的古老傳說，也曾經是公王非常信賴的顧問。對來訪村子的亞特魯和他的同伴們，她把阿爾塔戈大陸裡面古老的五大龍的傳說告訴了給他們。

#### 賽格拉姆村/炎之一族的人們
- - 穆斯塔法（Mustafa，聲優：松村幸洋）

位於沙漠地帶的「賽格拉姆村」的年輕村長。24歲。
雖然是龍騎士軍團德萊澤恩將軍的兒子，但是因為父親對故鄉的捨棄所以很討厭父親。有著強烈責任感與領導天賦，外表比實際年齡老成。擁有相當大的力氣，能夠自由的揮舞巨大的錘子。因為妹妹克露雪一直臥病在床，所以總是很擔心她，有時候甚至的過分保護了。
- - 克露雪

穆斯塔法的妹妹。
身上懷有伊斯卡熱（是一種不可根治，只能用高價買回來的特效藥抑制病情的地方病，病人會一直發高燒，發到自己身體的能量燃燒殆盡之後就會死亡）的少女。心地善良並且身體健康的她就算是被伊斯卡熱折磨到快死的時候，也沒有對自己的病情做過半點抱怨，一直都很擔心自己的哥哥還有父親兩個人的固執性格。

#### 凱洛斯村/風之一族的人們
- - 麥雪拉（Mishera，聲優：平尾明香）

位於峽谷地帶的「凱洛斯村」的村長。
盲眼巫女。擁有著能夠透視未來的力量（空見之術）和能運用風之力掌握周遭動靜，對於阿爾塔戈的古老傳說也很有研究。在亞特魯來到村子之前就已經預料到他們的來臨，自己也經常作為「導師」的形象給予同伴們援助。

## 发行
2017年1月，歡樂百世將中文Microsoft Windows平台版本提交到Steam青睞之光展開投票，計畫通過Steam平台提供該版本，並考慮一併發行Windows平台英文版本。游戏随后通过青睐之光投票，但最终因未知原因未能上架Steam。

## 外部連結
- 官方网站（日語）
- 官方网站（简体中文）